# Dvorec Novi grad
Dvorec Novi grad (nemško Obererckenstein) je nekoč stal v naselju Novi Grad pri Boštanju v občini Sevnica.
EŠD: nezaščiteno območje
Koordinati: 46°1'27,13" N 15°12'57,86" E

## Zgodovina
Zgradili so ga baroni Zetschkerji pred letom 1688. Dvorec je bil zgrajen po opustitvi prvotnega starega gradu Erkenštajn, ki je pogorel v 17. stol. in bil prepuščen propadu. Po Valvasorju naj bi se zaradi erozije del gradu zrušil proti reki Savi. Med drugo vojno je bil dvorec izropan in požgan. Danes so na njegovem mestu stanovanjske hiše.